# حوذان شبرونرياني
الحوذان الشبرونرياني (باللاتينية: Ranunculus sprunerianus) نوع نباتي يتبع جنس الحوذان من الفصيلة الحوذانية.

## الموئل والانتشار
موطنه الأصلي بلاد الشام واليونان.